# Río Mojón (Sur Lípez)
Río Mojón (auch: Río Picalto Mojón) ist eine Ortschaft im Departamento Potosí im südamerikanischen Andenstaat Bolivien.

## Lage im Nahraum
Río Mojón liegt in der Provinz Sur Lípez und ist der zweitgrößte Ort im Municipio San Antonio de Esmoruco. Die Ortschaft liegt vier Kilometer nördlich der Grenze zu Argentinien auf einer Höhe von 3590 m am Flusslauf des Río Picalto Mojón, der drei Kilometer östlich in den Río San Antonio mündet, einen rechten Nebenfluss des Río San Juan del Oro.

## Geographie
Río Mojón liegt auf dem bolivianischen Altiplano zwischen den Anden-Gebirgsketten der Cordillera Occidental im Westen und der Cordillera de Lípez im Osten. Das Klima der Region ist arid und weist ein typisches Tageszeitenklima auf.
Die Jahresdurchschnittstemperatur der Region liegt bei 8 bis 9 °C (siehe Klimadiagramm San Antonio), mit einem Monatsdurchschnittswert von etwa 4 °C im Juni/Juli und knapp 12 °C im Dezember und Januar. Der Jahresniederschlag beträgt niedrige 200 mm, wobei die Monate April bis Oktober nahezu niederschlagsfrei sind. Nur von November bis März fallen nennenswerte Niederschläge, mit einem Maximum von etwa 50 mm Monatsniederschlag im Januar.

## Verkehr
Río Mojón liegt in einer Entfernung von 527 Straßenkilometern südwestlich von Potosí, der Hauptstadt des gleichnamigen Departamentos.
Von Potosí aus führt die Nationalstraße Ruta 5 in südwestlicher Richtung 208 Kilometer bis Uyuni, von dort die Ruta 21 über weitere 96 Kilometer bis Atocha. Von Atocha aus führt eine Landstraße in südöstlicher Richtung entlang der alten Bahnlinie 23 Kilometer bis Escoriani und verlässt die Bahnlinie dann in südwestlicher Richtung. Sie erreicht nach dreizehn Kilometern Tatasi und nach weiteren 29 Kilometern San Vicente. Von dort aus führt eine unbefestigte aber recht gut ausgebaute Landstraße in südwestlicher Richtung, die auf ihrem Weg eine Passhöhe von etwa 4750 m Höhe überwindet und nach 88 Kilometern die Provinzhauptstadt San Pablo de Lípez erreicht. Von dort führt eine 45 Kilometer lange Stichstraße in südwestlicher Richtung bis San Antonio de Esmoruco und auf zusätzlichen 25 Kilometern weiter nach Río Mojón.

## Bevölkerung
Die Einwohnerzahl der Ortschaft ist in dem Jahrzehnt zwischen den beiden letzten Volkszählungen um zwei Drittel angestiegen:
| Jahr | Einwohner         | Quelle       |
| ---- | ----------------- | ------------ |
| 1992 | keine Detaildaten | Volkszählung |
| 2001 | 353               | Volkszählung |
| 2012 | 579               | Volkszählung |
| 2024 |                   | Volkszählung |

Die Region weist einen hohen Anteil an Quechua-Bevölkerung auf, im Municipio San Antonio de Esmoruco sprechen 92,7 Prozent der Bevölkerung Quechua.